# خوان ريسو
خوان ريسو (بالإسبانية: Juan Risso)‏ هو لاعب كرة قدم أرجنتيني في مركز الوسط، ولد في 3 سبتمبر 1942 في بوينس آيرس في الأرجنتين. لعب مع جيمناسيا لابلاتا ونادي أجاكسيو ونادي نانت.

## وصلات خارجية
- خوان ريسو على موقع قاعدة بيانات كرة القدم.إي يو (الإنجليزية)
- خوان ريسو على موقع أوليمبيديا (الإنجليزية)